# Потауатоми
Потауатоми или Потаватоми (на английски: Potawatomi) е северноамериканско индианско племе, което първоначално живее в северната част на Долен Мичиган. През 1640те под натиска на враждебни племена, племето мигрира на запад до Грийн Бей в Уисконсин, където продължава да участва активно в историята на континента. През 18 век единството на племето се разпада и се обособяват три отделни независими една от друга групи. След дългогодишна борба срещу американците, през 1830те племето е насилствено изселено на запад от Мисисипи, където получават резервати в Канзас и Оклахома. Някои групи успяват да избегнат изселването и бягат в Канада или Мексико, а други остават в родината си в Мичиган. Постепенно се обособяват няколко групи на племето. В началото на 21 век около 28 000 души съставляват нацията потауатоми, разделени на 7 федерално признати племенни образувания – едно в Канада и 6 в Съединените щати.

## Език и име
Потауатомите са част от групата анишинабе на централния клон на Алгонкинското езиково семейство. Езикът им е много близък с езиците на оджибве и отава. Самите те се наричат нешнабе – народ (вариант на анишинабе). Името потауатоми идва от оджибвейското „Потауатоминк – хората от мястото на огъня“. Подобни варианти на това название са Огнания народ, Пазители на свещения огън и други. Всички тези имена се отнасят до ролята на потауатомите като пазителите на огъня на съвета в един по – ранен съюз с оджибве и отава. Този съюз е наричан Съветът на трите огъня, в който потауатомите са считани за малки братя и в тази връзка са наричани „Бодеуадми – пазители на огъня“. Хуроните ги наричат Ундатоматенди или Асистаеронон. Второто име обаче се отнася до всички алгонкински народи, живеещи в Долен Мичиган и не е ясно към кое племе точно е насочено.

## Култура
Първоначално потауатомите са ловци – събирачи и не се занимават със земеделие, тъй като живеят доста далеч на север, където времето не е подходящо за селско стопанство. Подобно на роднините си отава и оджибве се изхранват главно с лов, риболов, събирането на див ориз, горски плодове, кленов сироп и други растителни храни. След преместването им в Уисконсин, племето бързо се научава на земеделие от уинебаго, сауките, фокс и кикапу, и за кратко време стават отлични земеделци, отглеждащи обширни площи с царевица, боб и тикви. С течение на времето стават известни с градините с лечебни билки. През 1760те племето възприема коня и започва ежегодно да провежда всеобщ лов на бизони. Въпреки това те си остават типични горски индианци от района на Големите езера.
Подобно на оджибве, през лятото се събират в големи села, състоящи се от правоъгълни вигвами с островърхи покриви. Понякога в едно такова село живеят над 1500 души. През зимата хората се разделят на малки зимни лагери в закътани места, състоящи се от малки куполовидни вигвами.

### Политическа организация
Заради начин им на живот политическата организация е слаба. Племето е разделено на няколко независими групи, свързани помежду си от общ език и обща кланова система. Няма върховен племенен вожд. Вождовете на селата и вождовете на клановете ръководят с помощта на Съвета на старейшините на селото. Тези вождове винаги са избирани по заслуги. Има войнско общество, изпълняващо функцията на племенна полиция.

### Облекло
Войните обикновено носят косата си дълга, но по време на война я бръснат като оставят само гребен или опашка, които украсяват с бодли от бодливо свинче и орлови пера. Жените носят дълга коса, сплетена на плитка. Татуировките са разпространени основно при мъжете, но боядисването на лицата и телата се практикува и от двата пола. И мъжете и жените носят дрехи от кожи, които са богато украсени с бодли от бодливо свинче, пера и орнаменти. Личните накити са изработвани от мед и черупки.

### Брак и семейство
Бракът се формализира с размяната на подаръци между клановете и след одобрението на водачите на клана. Бракът вътре в клана е строго забранен. След сватбата мъжът се мести при семейството на жената, където живеят в продължение на една година, докато създадат свой дом. Въпреки че бракът е матрилокален, родството се определя по бащина линия. Полигамията не е често практикувана, на я има като обикновено съпругът се жени за някоя от сестрите на съпругата. Като цяло потауатомите са по – строги в целомъдрието от други племена. Жените раждат в специални постройки подпомагани от други жени. Родилките остават в уединение с бебето в продължение на месец. След година на детето се дава име от запасните имена на клана. И двата пола са признати за възрастни по време на пубертета като момичетата са изолирани по време на месечния им цикъл, а момчетата трябва да се сдобият с дух – закрилник, чрез Търсене на видение на усамотено място в пост и молитва. В този период момичетата също могат да имат видение и също да се сдобият с дух – пазител.

### Религиозни вярвания
Търсенето на видение и сдобиването по този начин с дух – пазител е в основата на религиозните им вярвания. Според тях всяко живо и неживо същество или предмет притежава свой сила. Слънцето, Луната, Звездите, Земята и природните явления обладават особено могъща сила и са свещени. Вярват още и в множество добри и лоши духове, които помагат или причиняват беди и болести. Шаманите са три вида – лечители, гадатели и магьосници. Всички важни начинания и церемонии като именуването, търсене на видение, войната, погребенията, преговори и други са съпровождани с пушенето на свещената лула, както и с различни танци и ритуали.

### Кланове
В миналото племето има най – малко 30 бащини клана, всеки от който има различни отговорности и притежава свои обичаи, имена и регалии. С течение на времето тези кланове изчезват и са заменени с нови, за да останат само 18. Шаваниер (1736) и Люис Хенри Морган (1877) дават имената на следните кланове:
- Бене – пуйка
- Мкедеш – гекекуа – Черен ястреб
- Гагакши – врана
- Мко – мечка
- Гнеу – златен орел
- Мшеуе – елен
- Жежаке – жерав
- Мшике – костенурка
- Маг
- Нме
- Мекчи
- Нмебена – шаран
- Мек – бобър
- Шагеши – рак
- Меуиа – вълк
- Уабозо – заек
- Мгезеуа – плешив орел
- Уакеши – лисица

## Подразделения
Първоначално потауатомите нямат подразделения. Едва през 18 век се появяват три техни подразделения базирани на определено местоположение:
- Детройт потауатоми – югоизточен Мичиган
- Прерийни потауатоми – Северен Илинойс и Южен Уисконсин
- Сейнт Джоузеф потауатоми – югозападен Мичиган

През 19 век имената и местоположението на трите подразделения се променят:
- Уудс потауатоми – Южен Мичиган и Северна Индиана
- Форест потауатоми – Северен Уисконсин и Горен Мичиган
- Прерийни потауатоми – Северен Илинойс и Южен Уисконсин[1]

## История
Миналото на потауатомите е тясно свързано с отава и оджибве. Някъде около 1400 г. трите племена идват заедно от североизток до източния бряг на езерото Хюрън. Отава остават в близост до Френч Ривър и на остров Манитулин. Потауатомите и оджибве продължават по северния бряг на езерото, докато достигнат до Солт Сейнт Мери. Към 1500 г. потауатомите преминават протока Макинак и се заселват в северната част на Долен Мичиган. Въпреки че се разделят, трите племена остават част от по – ранния съюз.

### Френски колониален период
Вероятно между 8000 и 15 000 потауатоми живеят в 25 села между езерата Хюрън и Мичиган около 1600 г. Французите първи научават за тях от хуроните през 1615 г., но действителния контакт е през 1641 г., когато йезуитски мисионери посещават оджибве в Солт Сейнт Мери. По това време някои потауатоми вече живеят на запад от езерото Мичиган в Уисконсин, прогонени от враждебни племена от родината им.
През 1630те хуроните, тиононтатите, неутрал и отава в резултат на прекомерния лов изчерпват животните с ценна кожа в родните си земи и започват да навлизат в Долен Мичиган, за да търсят нови ловни територии. Разразилите се на изток Боброви войни бързо се разпространяват на запад и обхващат целия Североизток, а европейските сили се състезават помежду си за благоволението на индианците. Заплашени от ирокезите, французите започват масово да въоръжават хуроните, отава и алгонкин. Холандците въоръжават ирокезите. Когато в играта се намесват и британците, и шведите започва една надпревара във въоръжаването, която впоследствие води до ескалация на междуплеменните войни и насилието.
Чрез посредничеството на хуроните, френските оръжия достигат до неутрал и тиононтатите, които започват да ги използват срещу племената в Долен Мичиган. Въоръжени само с традиционните си оръжия племената в Мичиган не могат да противостоят на по – добре въоръжените противници. Потауатомите са едни от първите, които напускат. Преминавайки езерото Мичиган те правят опит да се установят в близост до Грийн Бей, но враждебността на уинебаго ги принуждава да продължат на север при оджибве. През следващите няколко години много бежанци намират убежище в Уисконсин и местните уинебаго, меномини и илиной се изправят срещу много повече нашественици, отколкото могат да се справят. Между 1642 и 1652 г. във война с фокс и след това с илиной, уинебаго са почти унищожени и пречката срещу установяването на бежанците в Уисконсин отпада.
След като се разправят с хуроните през 1649 г., ирокезите последователно унищожават тиононтатите, венро, неутрал, ери, алгонкин и ниписинг, след което помитат племената в Мичиган. През следващите около 40 години Долен Мичиган ще е ничия земя. Хиляди пленници са осиновени от ирокезите, а тези които успяват да се спасят намират убежище в Уисконсин. За кратко време повече от 20 000 бежанци се събират в една област, която в по – голямата си част е твърде на север за селско стопанство и племената трябва да разчитат повече на лова, за да оцелеят. Скоро прекомерният лов унищожава и така ограничените ресурси и между племената избухват конфликти за ловни територии. По това време селата на потауатомите са разположени на полуостров Дор, където почвата и условията са благоприятни за земеделие. Задоволени с храна, потауатомите по – лесно поддържат своята племенна идентичност, докато останалите бежанци са разпръснати в смесени села. Селата на потауатомите също са смесени, но не чак толкова и това им позволява да станат доминиращо племе в региона.
Междувременно войната между французите и ирокезите в долината на Сейнт Лорънс е подновена. След 1665 г. френските войници започват атаки в родината на ирокезите и през 1667 г. Лигата поискала мир, който този път включва и френските индиански съюзници. Мирът дава възможност на племената в Уисконсин да си отдъхнат, а на французите безпрепятствен достъп до Грийн Бей. За да запазят снабдяването с кожи на французите, на племената от Грийн Бей се налага да ловуват далеч на запад, където влизат в конфликт с дакота. Мирът с ирокезите приключва през 1680 г. със серия ирокезки атаки срещу илиной, които бележат началото на втората фаза на Бобровите войни. Въпреки че са засегнати от атаките на сенеките в Макинак през 1683 г., потауатомите и другите племена в Уисконсин отказват да подкрепят французите срещу ирокезите, заради търговията им с враговете дакота. Войната взима обрат след провала на ирокезите при обсадата на Форт Сан Луис през 1684 г. До 1687 г. французите успяват да организират широк алианс на алгонкинските племена от региона, в който потауатомите стават важен член. Алиансът предприема настъпление и от 1690 г. ирокезите са изтласкани обратно в родината им в Ню Йорк, където заемат отбранителна позиция. Оттеглянето на ирокезите дава възможност на потауатомите и други племена да напуснат пренаселения Грийн Бей и да се установят в освободените земи. Потауатомите започват да разширяват територията си на юг по западния бряг на езерото Мичиган. През 1685 г. има село на потауатоми в Милуоки, а през 1695 г. и в Чикаго. По същото време близо 1000 потауатоми се заселват близо до мисията Сейнт Джоузеф в югозападен Мичиган.
До 1696 г. ирокезите са притиснати до стената и искат мир от французите. Френското влияние в алгонкинския съюз се сринало след кралската забрана за търговия с кожи и племената не искали мир. С големи мъки французите успяват да убедят алианса да подпише мира през 1701 г. и да се сложи край на Бобровите войни.
През 1701 г. Антоан дьо ла Мот Кадилак пристига в Детройт и основава Форт Пончартрейн, и кани племената в района да се заселят близо до него – опит да се запази лоялността на индианците. Много отава и виандоти изоставят Макинак и се преместват до новия пост, последвани от някои групи оджибве. През 1704 г. от поканата на Кадилак се възползват и някои потауатоми. Скоро около форта се събират няколко хиляди индианци. Вместо да укрепят съюза французите възпроизвеждат същите условия като в Уисконсин по – рано – твърде много хора на едно място, а малко ресурси. В резултат на това между племената все по – често започват да избухват конфликти. Положението се влошава още повече след идването на 1000 фокси и техни съюзници кикапу и маскутен през 1710 г. Районът на Детройт е тяхна родина преди Бобровите войни и фоксите ясно заявяват претенциите си. Недоволни от отношението им останалите племена искат от французите да изгонят фокс. Французите не обръщат внимание и племената взимат решението в свои ръце. През 1712 г. отряд потауатоми и отава нападат ловна група маскутен в Южен Мичиган. Маскутен успяват да избягат при фокс и започват приготовления да си отмъстят. Когато французите се опитват да ги спрат, яростта на фокс и маскутен се насочва срещу тях. Първоначалното нападение на форта не успява и е последвано от обсада, и ако на французите не дошли на помощ войни потауатоми, отава, виандот и оджибве, форта нямало да издържи. Обединените сили на четирите племена атакуват фокс в гръб. В последвалото клане само стотина фокс оцеляват. Заедно с кикапу и маскутен те се връщат при роднините си в Уисконсин и започват да си отмъщават на французите и на племената от Детройт.
Потауатомите са едни от най – ревностните съюзници на французите по време на двете войни фокс. Техни войни също участват и в кампаниите срещу чикасо през 1740 – 1741 г. По време на Френската и индиански войни те продължават да се бият за французите като изиграват важна роля при унищожаването на армията на генерал Брадок през 1755 г., както и при обсадата на Монреал и в боевете в Ню Йорк. При обсадата на Форт Уилям Хенри през 1757 г. техни войни се заразяват с едра шарка и я занасят в селата си. Разразилата се епидемия през зимата на 1757 – 1758 г. в западната част на Големите езера силно отслабва племената, а от там и по нататъшната им подкрепа за французите. Квебек пада през септември 1759 г., а Монреал следващото лято. Британските войски заемат повечето френски крепости в района на Големите езера.

### Британски колониален период
През 1761 г. потауатомите и другите племена от стария френски алианс се срещат с Уилям Джонсън в Детройт, за да научат какво могат да очакват от новите си британски „бащи“. Джонсън силно се надява старата френска система с даването на подаръци и свободна търговия, което държало племената заедно да продължи, но новият командир за Северна Америка, Джефри Амхърст е на друго мнение. Амхърст силно мрази индианците и ги счита за победени врагове. Той незабавно нарежда да се спрат подаръците и доставките за племената и повишава цените на стоките, и ограничава продажбите на боеприпаси и уиски. Тези крайни мерки разгневяват племената и сред тях плъзват призиви за война. Напрежението ескалира във Въстанието на Понтиак през 1763 г. По това време са се обособили три отделни подразделения на племето – Детройт потауатоми в югоизточен Мичиган, Прерийни потауатоми в Северен Илинойс и Южен Уисконсин и Сейнт Джоузеф потауатоми в югозападен Мичиган. Детройт потауатомите и Сейнт Джоузеф потоуатомите веднага се присъединяват към Понтиак. Индианският съюз успява да превземе 9 от 12те британски крепости западно от Апалачите, но неуспеха при Детройт и Форт Пит обезкуражава индианците и племената едно по едно започват да напускат. Потауатомите сключват мир с британците през 1764 г. във Форт Ниагара. Въпреки че индианският съюз се разпада, след убийството на Понтиак през 1769 г. той отново се събира, за да отмъсти за убийството на великия вожд. В резултат на тази отмъстителна война от илиной остават едва около 400 души, които намират убежище при французите в Кахокия, а победителите си разделят земите им. Прерийните потауатоми, които контролират североизточен Илиноюс и югоизточен Уисконсин разширяват територията си надолу по река Илинойс, стигайки чак до днешния Пеория. Сейнт Джоузеф потауатомите започват разширение на юг в северна Индиана. По време на Войната за независимост племето участва на страната на британците. Войната приключва официално с подписването на договора в Париж през 1783 г., но индианците продължават боевете до 1795 г.

### Американски период
След подписването на мирния договор новата държава разширява териториите си на запад до Мисисипи и за да плати дълговете си от войната се налага да продава Охайо. Намеренията на новите господари силно разгневява племената живеещи в Охайо и през есента на 1783 г. те се обединяват за общ фронт срещу американците. Британците тайно подкрепят това. През декември 1787 г. САЩ канят племената на съвет на река Мъскингъм, на който да определят границите между двете страни. През януари 1789 г. е организирана втора такава среща във Форт Хармър. На нея потауатомите подписват първия си официален договор със САЩ. Боевете са подновени през 1790 г. с избухването на Войната на Малката костенурка (1790 – 1794). Първоначално индианците нанасят няколко големи поражения на американците (Форт Хармър 1790 г. и Сейнт Клеър 1791 г.).
След оттеглянето на британците и от последните им крепости през 1794 г., подкрепата им за воюващите племена също спира и индианският съюз започва да се разпада. Мирът е подписан през август 1795 г. във Форт Грийнвил. С този договор индианците отстъпват Охайо с изключение на северозападната част. Между 1803 и 1807 г., последователно с няколко договора индианците отстъпват големи части от Охайо, Индиана, Илинойс и Долен Мичиган. С договора от Детройт през 1807 г. потауатомите продават първото си голямо парче земя в Мичиган.
Постоянният натиск и безогледното заграбване на земите от американците стават причина за нови конфронтации. Прерийните потауатоми стават едни от най – ревностните последователи на Текумзе. Въпреки че до този момент западните племена не са губели земи, те са изтощени от войните и когато Съединените щати купуват Луизиана през 1803 г. се съюзяват срещу тях. Тази неприязън е използвана от Текумзе, когато започва да организира племената за борба с американците.
През 1809 г. мирни вождове на потауатомите, кикапу, делаварите и маями се срещат на съвет с Уилям Хенри Харисън във Форт Уейн, където отстъпват 3 милиона акра от земите си в Южен Илинойс и Индиана. Това предателство силно разгневява войнстващите фракции на племената, които обявяват договора за измамнически и отиват в Охайо да се бият редом с Текумзе. Военните действия приключват след смъртта на Текумзе през август 1813 г., но потауатомите е кикапу в Илинойс продължават да водят собствена война срещу американците. След края на войната между Англия и Съединените щати през 1814 г. американското присъствие на запад започва да се усилва. Бива изградена верига от военни постове, а постепенно с войнстващите племена е сключван мир, придружен с отстъпване на земя. През 1821 г. в Чикаго, Сейнт Джоузеф потауатомите продават по – голямата част от югозападен Мичиган за няколко резервата за отделните групи. В рамките на следващите 8 години всички потауатоми губят над 70 процента от земите си.

#### Отстраняване
След приемането на Закона за отстраняване на индианците през 1830 г., племето е включено в списъка с племена за изселване на запад. Прерийните потауатоми са преместени през 1834 г., заедно с някои групи оджибве и отава. Техен нов дом стават земите между Мисури и Литъл Плейт Ривър. Някои от тях отказват да се преместят и бягат на север при меномините и оджибве, а други стигат чак до Канада.
От Уудс потауатомите, последователно с 2 договора през 1832 г., 7 през 1834 г., 8 през 1836 г. и един през 1837 г. са отнети всичките им земи в Мичиган и Индиана, а племето е преместено на запад. По пътя някои успяват да се измъкнат и бягат в Онтарио, а други се укриват и остават в Мичиган. Около 700 пристигат в новия им резерват в Осуатоми, където престояват 8 години, преди правителството да реши да ги обедини с прерийните потауатоми, и да ги премести заедно в нов резерват северно от Топика. Сливането на двете групи не върви добре и някои потауатоми напускат резервата и отиват с кикапу в Мексико. Останалите потауатоми напускат резервата в Канзас през 1867 г. и през 1871 г. и се преместват в Оклахома. Прерийните потауатоми единствени остават в Канзас, но от първоначалните 11 кв. мили от резервата им остават около 25%.

## Съвременни потауатоми
Днес, в началото на 21 век има 7 федерално признати групи потауатоми – 6 в САЩ и една в Канада като общият брой на нацията възлиза на 28 000 души.
В Канада, тези които бягат при преместването през 1830те се установяват при оджибве и отава в южно Онтарио. С течение на времето трите групи силно се смесват, но днес около 2000 от тях могат да претендират, че са потомци на потауатомите. Те са част от федерално признатите Първи нации
- Уолпол Айлънд
- Стоуни Пойнт
- Кетъл Пойнт
- Ситизен потауатоми са най – голямата група. Повечето от тях са преместени в Канзас от Южен Мичиган и Северна Индиана. През 1867 г. се отделят от прерийните потауатоми и се преместват в Оклахома. Днес наброяват над 18 000 души.
- Форест Каунти потауатоми са най – традиционната група потауатоми, която живее в Северен Уисконсин. Те са запазили по – голямата част от оригиналния си език, религия и култура. Тази група произлиза от три групи потауатоми живели на езерото Женева в Южен Уисконсин, които успяват да избегнат отстраняването през 1830-те. Те се придвижват на север до Блек Ривър и Уисконсин Рапидс. През 1867 г. към тях се присъединяват някои потауатоми избягали от резервата в Канзас. Днес групата има около 800 членове.
- Ханавил потауатоми в Горен Мичиган, първоначално живеят в Илинойс и Уисконсин и отказват да се изселят през 1834 г. Групата бяга в Северен Уисконсин и известно време живее с меномините или с оджибве и отава в Канада. През 1853 г. някои се завръщат от Канада, но сега нямат земя, на която да живеят. През 1883 г. мисионерите живеещи при оджибве купуват малко парче земя за тях и го кръщават Хана. През 1913 г. правителството признава групата и закупува още 3400 акра, към които са прибавени още 39 акра през 1939 г. Днес групата има около 900 членове.
- Хурон потауатоми първоначално са част от Детройт потауатоми. През 1840 г. армията ги събира и отвежда в Канзас. Групите на Мосуаго и Помптопи успяват да избягат и се връщат в Мичиган. През 1845 г. правителството им предоставя 40 акра държавна земя в югоизточен Мичиган. През 1848 г. са им дадени още 80 акра земя. Днес групата има около 600 членове.
- Покагон потауатоми са част от групата християни от мисията Сейнт Джоузеф, които са били защитени от отстраняване и им е позволено да останат в югозападен Мичиган. Днес около 2600-те членове на групата живеят в Южен Мичиган и Северна Индиана.
- Прерийни потауатоми – групата е образувана от част от Уудс и прерийните потауатоми, които първоначално живеят западно от езерото Мичиган. През 1834 г. са преместени в югозападна Айова, а през 1846 г. в източен Канзас, където е резервата им днес. Групата има около 4000 членове.